# Хафия (футбольный клуб)
«Хафия» (англ. Hafia) — гвинейский футбольный клуб из города Конакри. Выступает в Чемпионате Гвинеи. Основан в 1951 году. Домашние матчи проводит на стадионе «28 Сентября», вмещающем 35 000 зрителей.

## История
«Хафия» является одним из самых успешных гвинейских клубов на международной арене за всю историю. Клуб стал единственной гвинейской командой, которой удалось победить в Лиге чемпионов КАФ, причем, трижды — в 1972, 1975 и 1977 годах.

## Достижения

### Местные
- Чемпион Гвинеи — 15 ( (1966, 1967, 1968) как Конакри II, 1971, 1972, 1973, 1974, 1975, 1976, 1977, 1978, 1979, 1982, 1983, 1985)

- Обладатель Кубка Гвинеи — 3 (1992, 1993, 2002)

### Международные
- Лига чемпионов КАФ (3)
  - Победитель: 1972, 1975, 1977
  - Финалист: 1976, 1978